# Khouribga
Khouribga (arabisch خريبكة, Zentralatlas-Tamazight ⵅⵯⵔⵉⴱⴳⴰ Xʷribga) ist eine marokkanische Großstadt mit fast 200.000 Einwohnern und Hauptstadt der Provinz Khouribga in der Region Béni Mellal-Khénifra.

## Lage  und Klima
Khouribga liegt im Norden der fruchtbaren Tadla-Ebene in einer Höhe von etwa 800 m ü. d. M. Die Entfernung nach Casablanca beträgt etwa 120 km (Fahrtstrecke) in nordwestlicher Richtung; Marrakesch befindet sich etwa 200 km südwestlich. Das Klima ist zumeist trocken und warm; Regen (ca. 400 mm/Jahr) fällt überwiegend im Winterhalbjahr.

## Bevölkerung
| Jahr      | 1982    | 1994    | 2004    | 2014    | 2024    |
| Einwohner | 127.181 | 152.090 | 166.397 | 196.196 | 195.931 |

Die zumeist in der zweiten Hälfte des 20. Jahrhunderts aus den umliegenden Regionen zugewanderten Einwohner sind oft berberischer Abstammung. Umgangssprache ist jedoch in der Regel Marokkanisch-Arabisch.

## Wirtschaft
In den Dörfern der Umgebung wird in großem Umfang Feldwirtschaft betrieben; Viehzucht (Schafe, Ziegen, Hühner) ist dagegen eher selten geworden. Die Stadt selbst fungiert als regionales Handwerks-, Handels- und Dienstleistungszentrum und bietet die für die Region wichtigen Ausbildungsstätten und Gesundheitszentren. Seit den 1960er Jahren wird in der Umgebung Phosphaterde abgebaut und zu Düngemittel konzentriert; etwa 95 % des in aller Welt begehrten Düngers wird in der Regel per Zug zum Hafen von Jorf-Lasfar geschafft und dort auf Schiffe verladen.

## Geschichte
Zur älteren Geschichte des Ortes liegen keine schriftlichen Aufzeichnungen vor. Zu Beginn der französischen Protektoratszeit (1912) war Khouribga nur ein Dorf mit etwa 1000 Einwohnern; seine heutige Bedeutung erlangte der Ort unter den Franzosen und vor allem nach der Unabhängigkeit Marokkos (1956). Der bereits in den 1920er Jahren in kleinem Stil begonnene Phosphatabbau hat in hohem Maße zur Entwicklung der Stadt beitragen. Produzent ist das in marokkanischer Hand befindliche Office Chérifien des Phosphates (OCP) mit Sitz in Casablanca.

## Sehenswürdigkeiten
- Das Stadtbild hat insgesamt ein modernes Aussehen.
- Im Jahr 2012 wurde in einem ehemaligen Phosphatabbaugebiet ein Museum (Mine verte) eingeweiht, welches sich mit verschiedenen Aspekten der Phosphatgewinnung beschäftigt.

## Persönlichkeiten
- Mohammed Mourhit (* 1970), belgischer Langstreckenläufer
- Hind Dehiba Chahyd (* 1979), französisch-marokkanische Mittelstreckenläuferin
- Hindi Zahra (* 1979), französisch-marokkanische Sängerin
- Btissam Lakhouad (* 1980), Mittelstreckenläuferin
- Hicham Mahdoufi (* 1983), Fußballspieler
- Mouhssine Lahsaïn (* 1985), Radrennfahrer
- Mohamed Moustaoui (* 1985), Mittelstreckenläufer
- Fouad el-Kaam (* 1988), Mittelstreckenläufer
- Khadija Er-Rmichi (* 1989), Fußballspielerin
- Rababe Arafi (* 1991), Mittelstreckenläuferin
- Jawad El Yamiq (* 1992), Fußballspieler
- Adam Masina (* 1994), Fußballspieler